# 요시다 겐타로 (2000년)
요시다 겐타로(일본어: 吉田 源太郎, 2000년 10월 26일~)는 일본의 축구 선수이다.

## 구단 경력
그는 2022년 J3리그의 가마타마레 사누키에 입단했다. 2024년까지 82경기에 출전하여, 8득점을 넣었다. 2025년 J2리그의 제프 유나이티드 지바로 이적했다.